# Francesc Vendrell
Pour les articles homonymes, voir Francesc Vendrell (homonymie).
Francesc Vendrell i Vendrell, né à Barcelone le 15 juin 1940 et mort à Londres le 27 septembre 2022, est un diplomate espagnol,,.